# Lista de afro-brasileiros
Esta é uma lista incompleta de afro-brasileiros famosos, contendo nomes de pessoas com   ascendência da África subsariana nascidas ou radicadas no Brasil. 

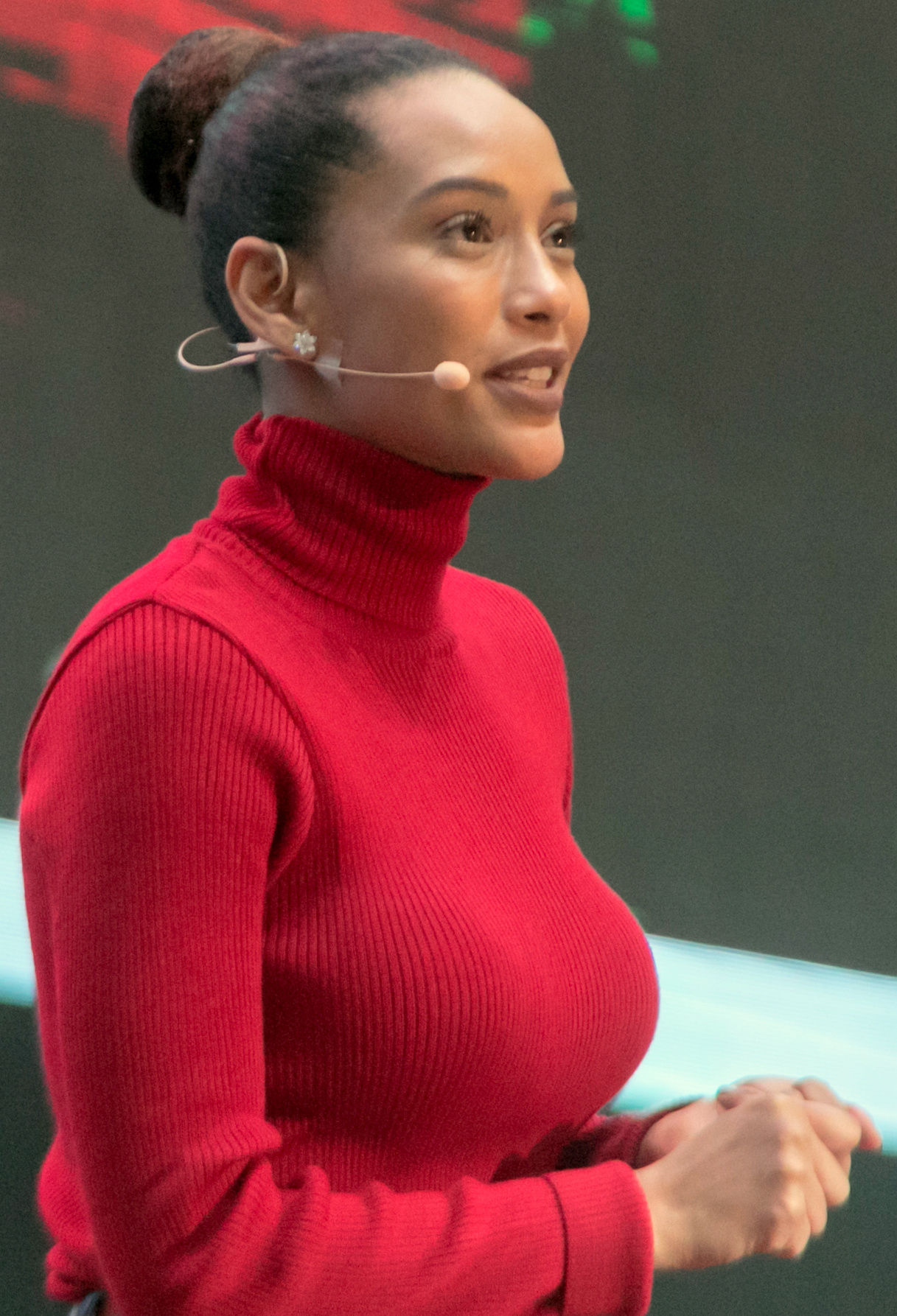
Taís Araújo

## Televisão
- Juliana Paes, atriz
- Bruna Marquezine, atriz
- Dira Paes, atriz
- Thais Araújo, atriz
- Lázaro Ramos, ator
- Mariana Rios, atriz

## Música
- Duquesa, cantora e compositora

- Aílton Graça, ator

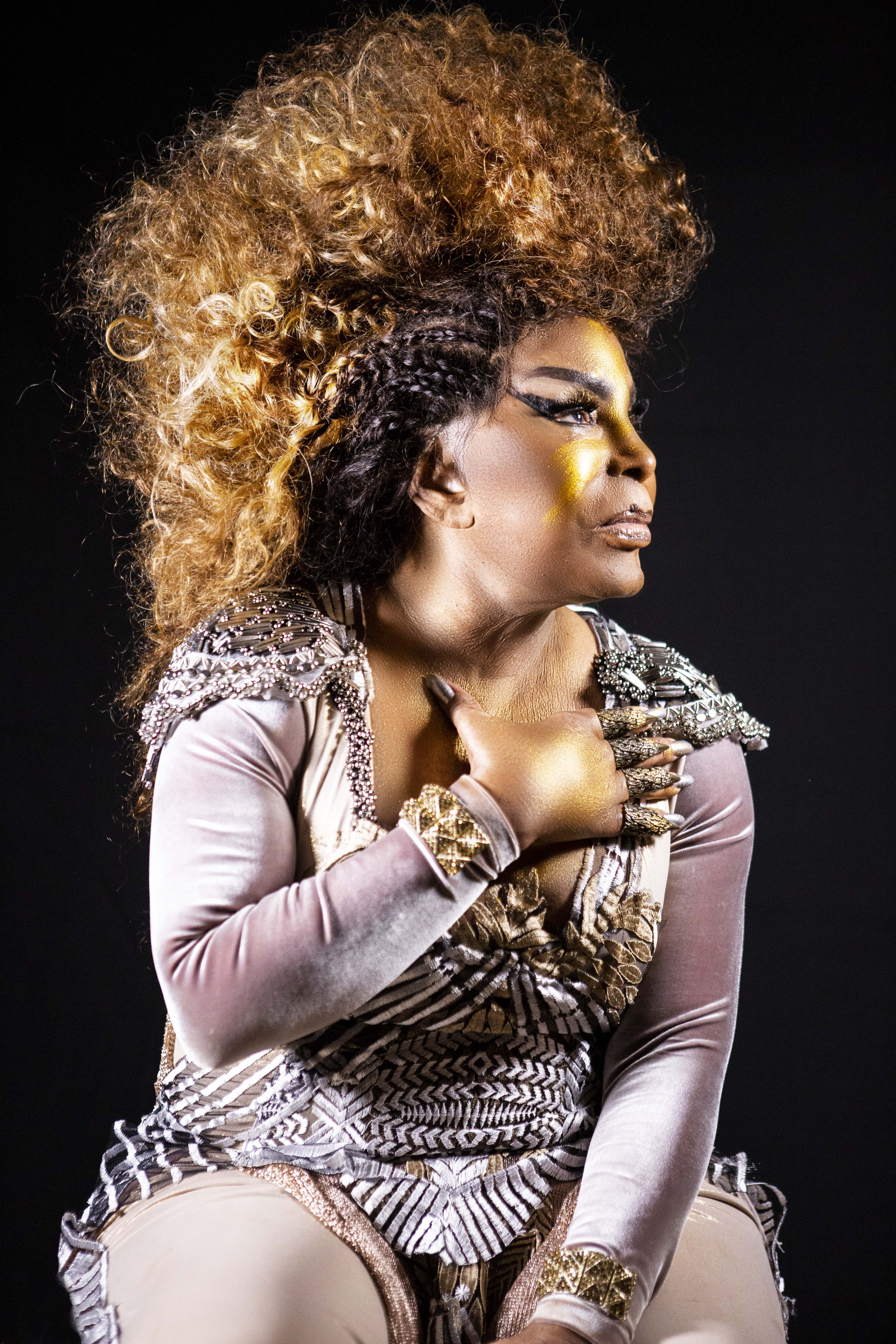
Elza Soares

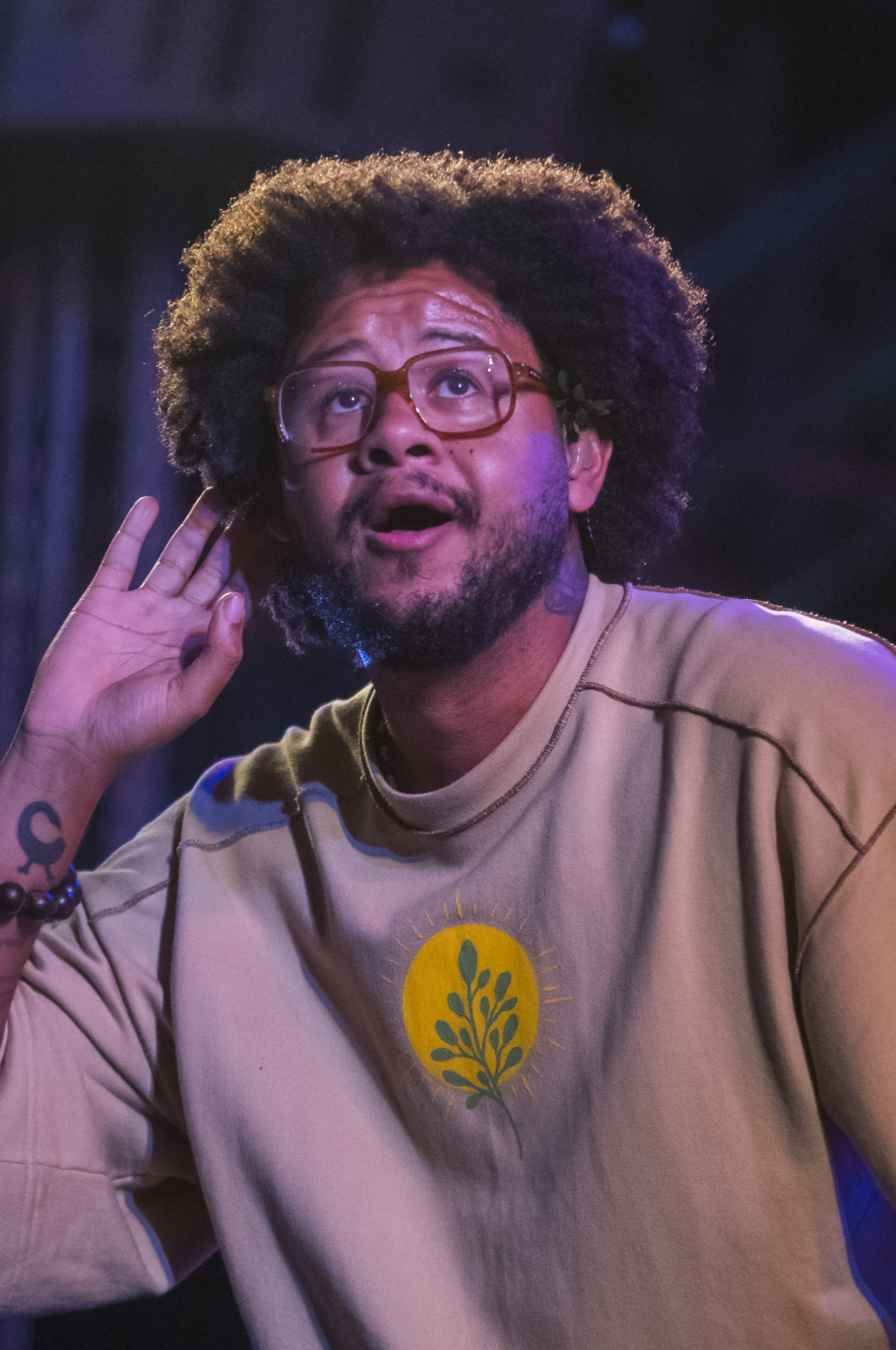
Emicida

- Carlos Eduardo Taddeo, cantor, compositor e escritor
- Cruz e Sousa, poeta
- Dandara Mariana, Atriz, Cantora
- Dani Ornellas, Atriz e Produtora
- Darlan Cunha, ator
- DJ Marky, DJ e produtor musical
- DJ Patife, DJ
- Djavan, cantor e compositor
- Douglas Silva, ator
- Ed Motta, cantor e compositor
- Elza Soares, cantora,compositora
- Emicida, rapper, compositor
- Firmino Monteiro, pintor
- Floriano Teixeira, pintor e escultor
- Gilberto Gil, cantor e compositor
- Grande Otelo, ator e comediante
- Helio de la Peña, ator e comediante
- Jorge Ben Jor, cantor e compositor
- Jorge Lafond, ator
- Joyce Ribeiro, jornalista
- José Maurício Nunes Garcia, compositor de música clássica
- Lázaro Ramos, ator
- Lobo de Mesquita, compositor e regente de música clássica
- Luciana Mello, cantora e compositora
- Luiz Gonzaga, cantor e compositor
- Machado de Assis, poeta e escritor
- Mano Brown, cantor e compositor
- Mara Nascimento, cantora e compositora
- Margareth Menezes, cantora e compositora
- Mariene de Castro, cantora e compositora
- Marcelo Falcão, cantor e compositor
- Marcelo D2, rapper e compositor
- Martinho da Vila, cantor e compositor
- Milton Gonçalves, ator
- Milton Nascimento, cantor e compositor
- Mussum, ator, músico e comediante
- MV Bill, rapper, compositor e escritor
- Negra Li, atriz, cantora e compositora
- Norton Nascimento, ator
- Pathy Dejesus, atriz
- Paula Lima, cantora e compositora
- Paulo Nazareth, artista visual
- Pixinguinha, cantor e compositor
- Priscila Marinho, atriz
- Robson Nascimento, cantor e compositor
- Sandra de Sá, cantora e compositora
- Sheron Menezes, atriz
- Simone Sampaio, dançarina e assistente de palco
- Seu Jorge, ator, cantor e compositor
- Taís Araújo, atriz
- Tim Maia, cantor e compositor
- Vanessa da Mata, cantora e compositora

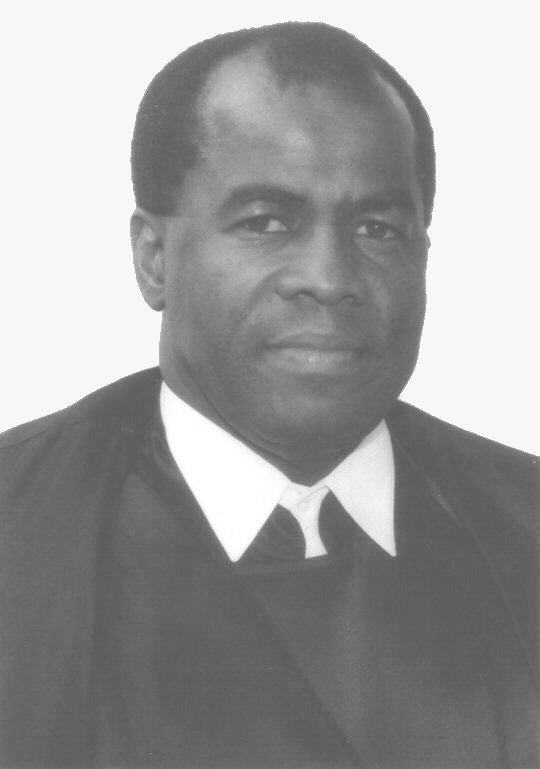
Joaquim Barbosa, ministro do STF

- Virgínia Rodrigues, cantora
- Waldomiro de Deus, pintor naif
- Wilson Simonal, cantor
- Zezé Motta, atriz e cantora

## Ciências jurídicas
- Evaristo de Moraes, advogado e historiador
- Hermenegildo de Barros[1], ministro do STF de 1919 a 1937
- Joaquim Benedito Barbosa Gomes, ministro do STF desde 2003
- Pedro Lessa[1], ministro do STF de 1907 a 1921
- Tobias Barreto[2], filósofo e jurista

## Ciências naturais
- Milton Santos, advogado e geógrafo

## Esportes

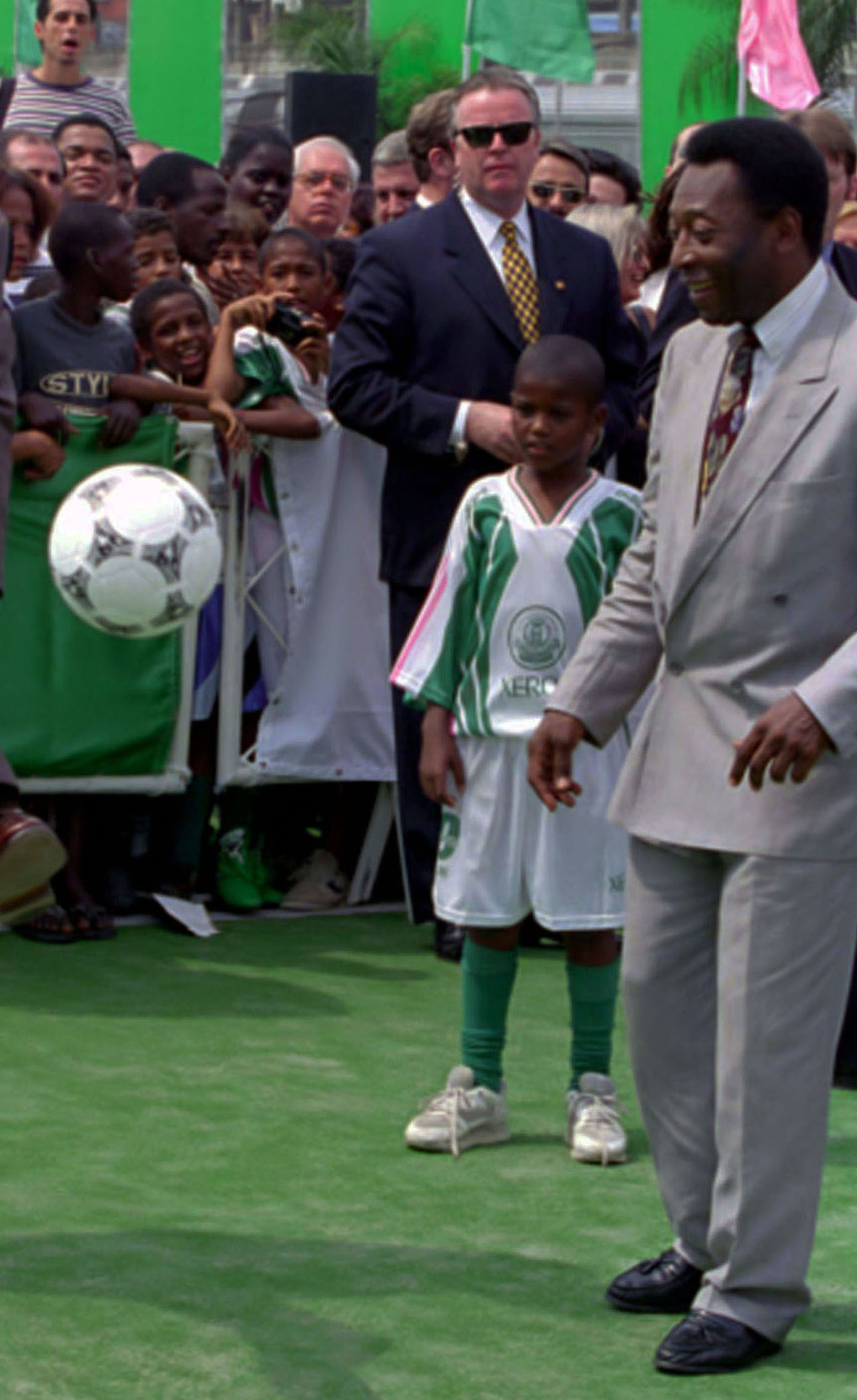
Pelé

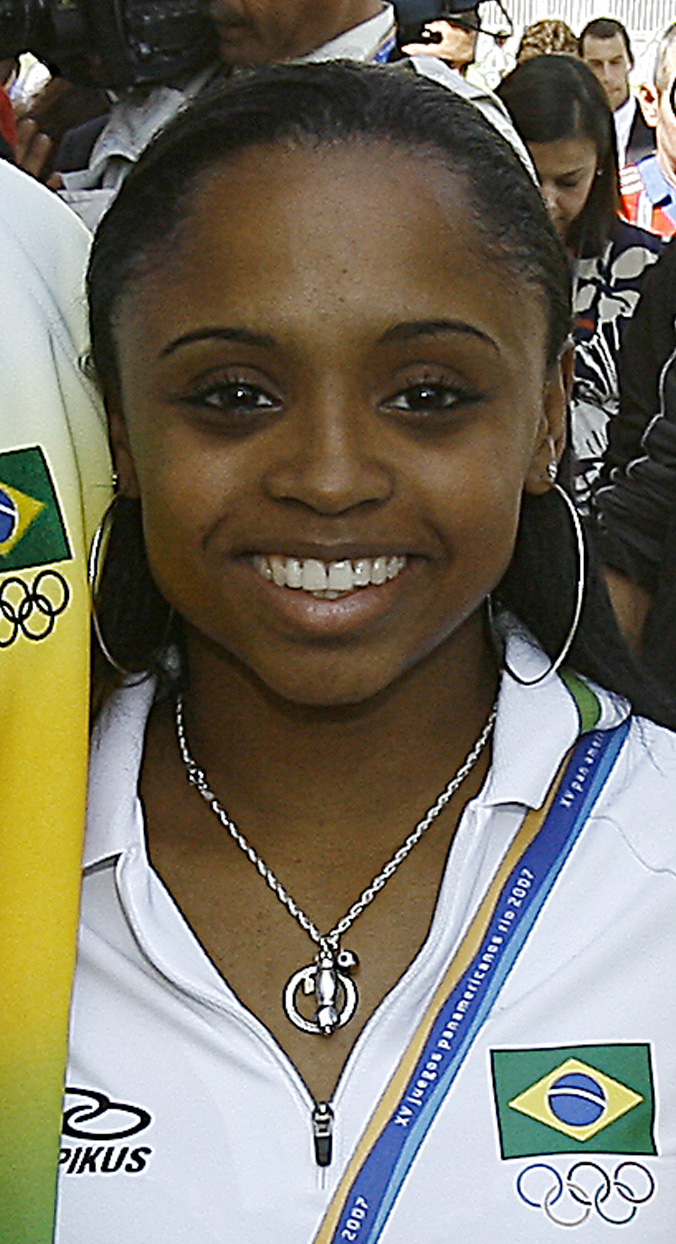
Daiane dos Santos

- Adhemar Ferreira da Silva, atletista
- José Aldo, Lutador de MMA
- Ademir da Guia, jogador de futebol
- Adriano, jogador de futebol
- Amarildo, jogador de futebol
- Anderson de Oliveira Rodrigues, jogador de voleibol
- Anderson Silva, lutador
- Cafu, jogador de futebol
- Canhoteiro, jogador de futebol
- Coutinho, jogador de futebol
- Daiane dos Santos, ginasta
- Denílson, jogador de futebol
- Dida, jogador de futebol
- Didi, jogador de futebol
- Diogo Silva, lutador de taekwondo
- Djalma Santos, jogador de futebol
- Dodô,jogador de futebol
- Dorval, jogador de futebol
- Fátima, jogadora de volei
- Garrincha, jogador de futebol
- Grafite, jogador de futebol
- Jair da Rosa Pinto, jogador de futebol
- Jairzinho, jogador de futebol
- Janeth Arcain, jogadora de basquetebol
- Jadel Gregório, atletista
- João do Pulo, atletista
- Ketleyn Quadros, judoca
- Kleber, jogador de futebol
- Leandro Barbosa, jogador de basquetebol
- Leônidas da Silva, jogador de futebol
- Mestre Bimba, mestre de capoeira
- Mestre Pastinha, mestre de capoeira
- Nelson Prudêncio, atletista
- Neymar, jogador de futebol
- Pelé, jogador de futebol
- Richarlyson,jogador de futebol
- Rivaldo, jogador de futebol
- Robinho, jogador de futebol
- Ronaldo, jogador de futebol
- Ronaldinho gaucho, jogador de futebol
- Vavá, jogador de futebol
- Zizinho, jogador de futebol
- Zuluzinho, lutador

## Política

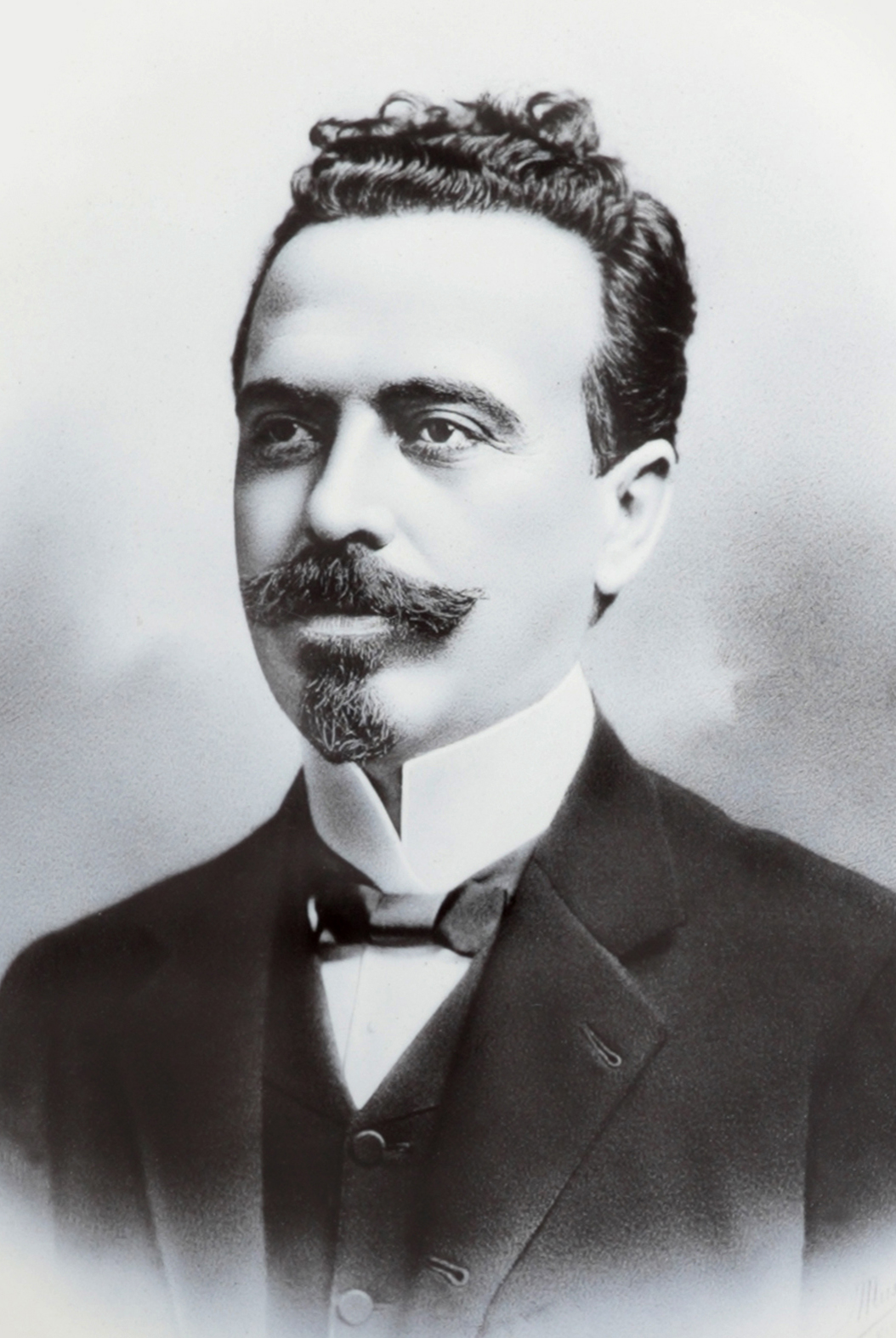
Nilo Peçanha

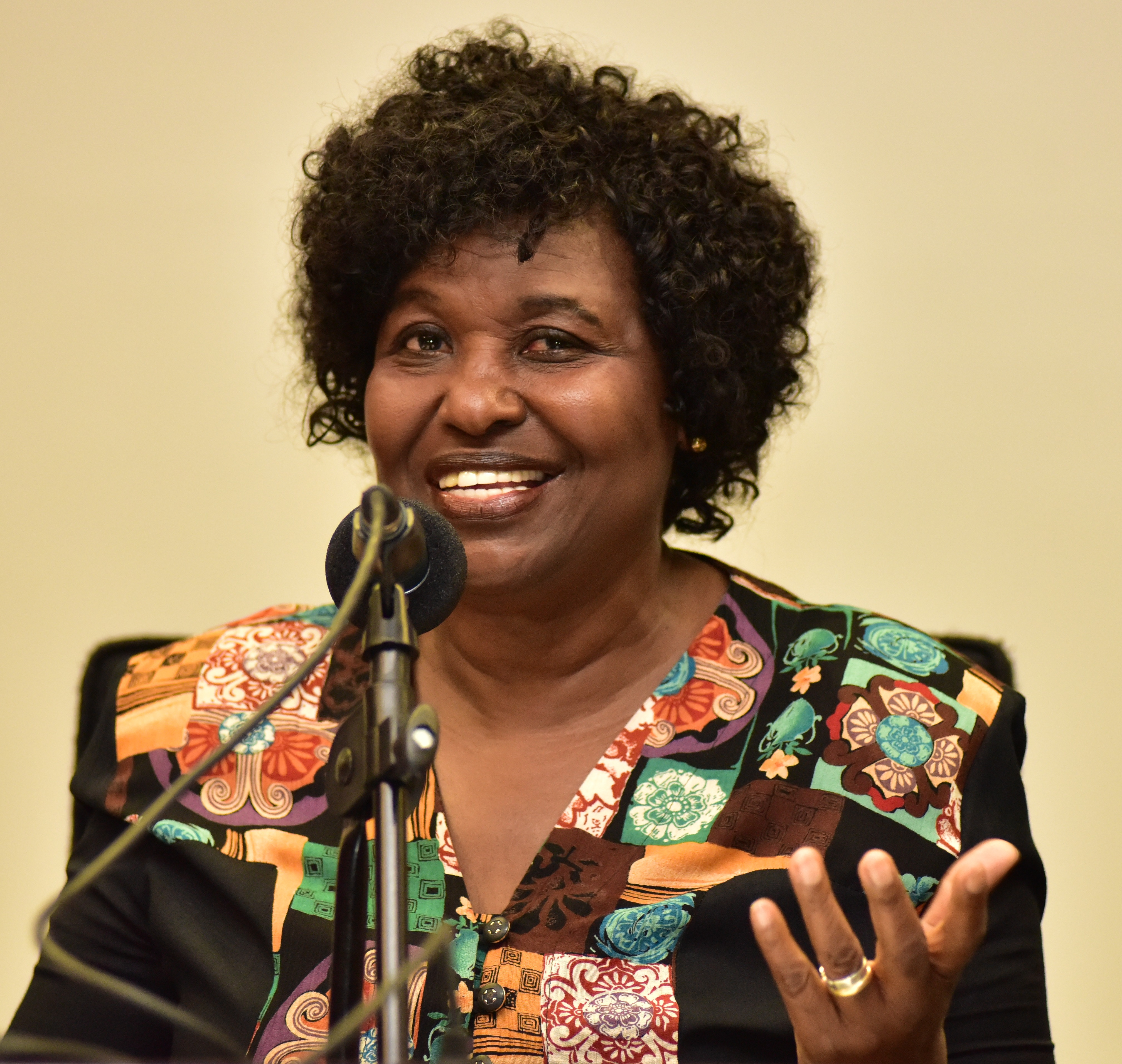
Benedita da Silva

- Abdias do Nascimento, ex-senador do Rio de Janeiro
- Ademir da Guia, ex-vereador de São Paulo
- Agnaldo Timóteo, ex-deputado federal e ex-vereador de São Paulo
- Albuíno Cunha de Azeredo, ex-governador do Espírito Santo (1991-1994)
- Alceu Collares; ex-governador do Rio Grande do Sul (1991-1994)
- André Rebouças[2], engenheiro e deputado geral no Império
- Benedita da Silva, ex-governadora do Rio de Janeiro, ex-ministra da Ação Social
- Celso Pitta, ex-prefeito de São Paulo (1997-2000)
- Francisco Glicério de Cerqueira Leite, campineiro, ex-ministro
- Gilberto Gil, ex-ministro da cultura
- João Alves Filho, ex-governador de Sergipe (1983-1987;1991-1994)
- Luiza Helena de Bairros, Ministra-Chefe na Secretaria de Políticas de Promoção da Igualdade Racial do Brasil, no Governo da presidente Dilma Rousself.
- Nilo Peçanha[3][4][5][6][2][7][8][9][10][11][12].[13][14][15][16], sétimo presidente do Brasil (1909-1910)
- Paulo Paim, senador do Rio Grande do Sul